# Гурбешти (Спинуш)
Гурбешти (рум. Gurbești) насеље је у Румунији у округу Бихор у општини Спинуш. Oпштина се налази на надморској висини од 181 m.

## Становништво
Према подацима из 2002. године у насељу је живело 151 становника.

### Попис2002.
| Расподела становништва по националности 2002.‍ | Расподела становништва по националности 2002.‍ | Расподела становништва по националности 2002.‍ | Расподела становништва по националности 2002.‍ | Расподела становништва по националности 2002.‍ |
| --------------------------------------------- | --------------------------------------------- | --------------------------------------------- | --------------------------------------------- | --------------------------------------------- |
|                                               |                                               |                                               |                                               |                                               |
| Румуни                                        | Румуни                                        |                                               | 109                                           | 72,2%                                         |
| Мађари                                        | Мађари                                        |                                               | 9                                             | 6,0%                                          |
| Роми                                          | Роми                                          |                                               | 33                                            | 21,9%                                         |